# Cheiloneurus perpulcher
Cheiloneurus perpulcher är en stekelart som beskrevs av Girault 1915. Cheiloneurus perpulcher ingår i släktet Cheiloneurus och familjen sköldlussteklar. Inga underarter finns listade i Catalogue of Life.